# Societatea de Construcții în Transporturi București
Societatea de Construcții în Transporturi (SCT) București este o companie din România care desfășoară activități de construcții și reabilitări de drumuri, poduri și căi ferate.
Directorul general al companiei este Victor Urdăreanu.
Până în aprilie 2010, compania era deținută de omul de afaceri Horia Simu, prin intermediul companiei CCCF.
Cifra de afaceri:
- 2008: 79,2 milioane de lei (21,5 milioane de euro)[2]
- 2007: 142,2 milioane lei (42,6 milioane euro)[3]
- 2006: 70,8 milioane lei (20,2 milioane euro)[4]
- 2005: 58,3 milioane lei[4]